# Carthamus lanatus subsp. lanatus
Carthamus lanatus subsp. lanatus é uma subespécie de planta com flor pertencente à família Asteraceae.

Os seus nomes comuns são cardo-beija-mão, cardo-cristo, cardo-sanguinho ou cártamo-lanoso.

## Portugal
Trata-se de uma subespécie presente no território português, nomeadamente em Portugal Continental e no Arquipélago da Madeira.
Em termos de naturalidade é nativa das duas regiões atrás indicadas.

## Protecção
Não se encontra protegida por legislação portuguesa ou da Comunidade Europeia.